# 一碲化镱
一碲化镱是一种无机化合物，为镱的碲化物之一，化学式YbTe。它可由碲化镱（Yb2Te3）的高温还原反应制得，或氯化镱、碲和氢气反应得到：
YbCl3 + H2 → YbCl2 + 2 HCl
YbCl2 + H2 + Te → YbTe + 2 HCl
[(py)2Yb(μ-η2-η2-PhNNPh)(TePh)]2·2py的热分解也会生成一碲化镱，但同时会产生氮化镱。

## 拓展阅读
- Martin Siron, Oxana Andriuc, Kristin A. Persson. . The Journal of Physical Chemistry C. 2022-08-11, 126 (31): 13224–13236  [2023-06-13]. ISSN 1932-7447. doi:10.1021/acs.jpcc.2c04810. （原始内容存档于2023-05-16） （英语）.